# 臨海部広域斎場組合
臨海部広域斎場組合（りんかいぶこういきさいじょうくみあい）は、東京都大田区、港区、品川区、目黒区、世田谷区によって構成される一部事務組合。公営斎場である臨海斎場を運営している。

## 沿革
臨海斎場の完成まで、東京23区内で公営斎場は江戸川区の瑞江葬儀所1ヶ所のみだった。

民間の東京博善が、6つの斎場を運営していたが、城南地区には斎場がなく、多死社会到来を受け、人口の多い同エリアのための公営斎場設置が急がれた。

平成11年10月20日、一部事務組合「臨海部広域斎場組合」が設立され、建設用地は住宅地の少ない埋立地である、大田区東海の空き地が選ばれる。

平成15年9月に竣工。平成16年1月より開場した。従来の火葬場のイメージを一新する現代的な建築物となっている。

## 臨海斎場
- 所在地 - 大田区東海一丁目3番1号
- 敷地面積 - 約22,500平方メートル
- 施設概要 - 火葬場（火葬炉10基(台車式)）、葬儀式場（4室）
- 設計 - 梓設計
- 火葬炉施工 - 太陽築炉工業
- 受賞歴 - 照明普及賞（2004年）

## 葬儀・火葬が行われた有名人
- 星セント

## アクセス
- 東京モノレール流通センター駅徒歩10分
- JR京浜東北線・大森駅東口9番のりば、京急線・大森海岸駅から京急バス「（森34）大田スタジアム」行きで終点「大田スタジアム」下車徒歩1分